# Diocesi di Agartala
La diocesi di Agartala (in latino Dioecesis Agartalana) è una sede della Chiesa cattolica in India suffraganea dell'arcidiocesi di Shillong. Nel 2022 contava 49.942 battezzati su 4.240.000 abitanti. È retta dal vescovo Lumen Monteiro, C.S.C.

## Territorio
La diocesi comprende lo stato indiano di Tripura, nell'est del Paese.
Sede vescovile è la città di Agartala, dove si trova la cattedrale di San Francesco Saverio.
Il territorio è suddiviso in 24 parrocchie.

## Storia
La diocesi è stata eretta l'11 gennaio 1996 con la bolla Venerabiles Fratres di papa Giovanni Paolo II, ricavandone il territorio dalla diocesi di Silchar (oggi diocesi di Aizawl).

## Cronotassi dei vescovi
Si omettono i periodi di sede vacante non superiori ai 2 anni o non storicamente accertati.
- Lumen Monteiro, C.S.C., dall'11 gennaio 1996

## Statistiche
La diocesi nel 2022 su una popolazione di 4.240.000 persone contava 49.942 battezzati, corrispondenti all'1,2% del totale.
| anno | popolazione | popolazione | popolazione | presbiteri | presbiteri | presbiteri | presbiteri                | diaconi | religiosi | religiosi | parrocchie |
| anno | battezzati  | totale      | %           | numero     | secolari   | regolari   | battezzati per presbitero | diaconi | uomini    | donne     | parrocchie |
| ---- | ----------- | ----------- | ----------- | ---------- | ---------- | ---------- | ------------------------- | ------- | --------- | --------- | ---------- |
| 1999 | 16.102      | 2.790.015   | 0,6         | 35         |            | 35         | 460                       |         | 46        | 63        | 10         |
| 2000 | 17.120      | 3.022.758   | 0,6         | 36         |            | 36         | 475                       |         | 47        | 65        | 12         |
| 2001 | 17.951      | 3.191.168   | 0,6         | 43         | 2          | 41         | 417                       |         | 54        | 75        | 13         |
| 2002 | 19.015      | 3.191.168   | 0,6         | 37         |            | 37         | 513                       |         | 47        | 81        | 13         |
| 2003 | 19.996      | 3.291.285   | 0,6         | 43         | 3          | 40         | 465                       |         | 52        | 85        | 13         |
| 2004 | 21.162      | 3.379.977   | 0,6         | 45         | 3          | 42         | 470                       |         | 55        | 86        | 13         |
| 2006 | 24.125      | 3.411.260   | 0,7         | 46         | 4          | 42         | 524                       |         | 52        | 87        | 13         |
| 2012 | 35.799      | 3.655.915   | 1,0         | 54         | 4          | 50         | 662                       |         | 99        | 97        | 16         |
| 2013 | 40.835      | 3.785.116   | 1,1         | 62         | 5          | 57         | 658                       |         | 96        | 141       | 20         |
| 2018 | 45.092      | 4.100.000   | 1,1         | 69         | 4          | 65         | 653                       |         | 114       | 181       | 20         |
| 2020 | 47.711      | 4.245.900   | 1,1         | 84         | 6          | 78         | 567                       |         | 136       | 160       | 20         |
| 2022 | 49.942      | 4.240.000   | 1,2         | 83         | 7          | 76         | 601                       |         | 134       | 190       | 24         |